# Sara Amr Hossny
Sara El-Sayed Ismail Amr Hossny (arabiska: سارة السيد اسماعيل عمرو حسني), född 8 mars 2010, är en egyptisk fäktare som tävlar i florett.

## Karriär
Vid olympiska sommarspelen 2024 i Paris blev Amr Hossny utslagen i sextondelsfinalen i damernas florett av italienska Martina Favaretto samt var en del av Egyptens lag tillsammans med Yara El-Sharkawy, Malak Hamza och Noha Hany som slutade på åttonde plats i lagtävlingen i florett.